# HD143487
HD143487 — хімічно пекулярна зоря спектрального класу
A3 й має видиму зоряну величину в смузі V приблизно  9,5.

## Пекулярний хімічний склад
Зоряна атмосфера HD143487 має підвищений вміст 
Cr
.